# Герб Фрязина
Герб Фрязина — официальный символ муниципального образования «город Фрязино» Московской области. Утверждён 25 апреля 2001 года и включён в Государственный геральдический регистр Российской Федерации под номером 758.

## Описание и символика
Официальное описание герба:
В червлёном (красном) поле раскрытая серебряная книга. Книга окружена золотым вытянутым цикломором в косвенную перевязь слева; вверху справа поверх цикломора — безант того же металла. Вписанная лазоревая (синяя, голубая) оконечность выщерблена. В вольной части — герб Московской области
Герб может существовать в двух равноправных версиях: полной — с вольной частью с гербом Московской области в верхнем углу; упрощённой — без вольной части.
Фрязино имеет статус наукограда, поэтому в соответствии с рекомендациями Геральдического совета его герб может изображаться с соответствующей городской короной с вырезами в виде раскрытой книги на каждом зубце.

## Символика
Раскрытая книга — главный символ наукограда, символ познания, науки и творческого прогресса. Электрон на орбите — электронная техника — основное направление научной и промышленной деятельности градообразующих предприятий. В оконечной части щита расположена извилистая лента — символ водной поверхности реки Любосеевки, на берегах которой возникло старинное поселение Фрязино, и озера Большого — неотъемлемой части города. Красный цвет поля подчеркивает приоритет ученых и инженеров города по многим направлениям исследований, принесшим славу городу.
Автор герба: Лев Ракчеев (Фрязино); компьютерный дизайн: Сергей Исаев (Москва).

## История
В каталоге значков Н.Миронова присутствует изображение проекта герба Фрязино 1986 года. Композиция подчёркивает научный потенциал города.
В 1996 году на юбилейных значках был выпущен следующий вариант герба: «в червлёном щите с лазоревой шиповидной оконечностью серебряная книга внутри золотой орбиты с золотым же электроном, обременённая слева зелёной веткой с тремя листьями и цветками и сопровождаемая слева вверху золотой четырёхлучевой звездой».
19 мая 1999 года решением Фрязинского городского Совета № 53 был принят герб города.
Современный герб Фрязино утверждён Решением Совета депутатов города Фрязиню от 25 апреля 2001 года № 49.

## Комментарии
1. ↑  Цикламор — геральдический термин, обозначающий замкнутую линию, овал. В данном случае цикламор и безант используются как описание пришедшей из советской геральдики эмблемы «электрон на орбите», при этом орбита электрона получает название цикламора, сам электрон — безант.